# Las Naou-Peyros
Las Naou Peyros est une construction mégalithique située sur la commune de Réaup-Lisse dans le département français de Lot-et-Garonne.
Connu de longue date mais irrémédiablement endommagé depuis la fin du XIXe, cet édifice mégalithique, dont le type est incertain, était peut-être un cromlech, le seul connu dans ce département.

## Un édifice maintes fois fouillé...
La première mention de ce monument date de 1587. Au XIXe, le vicomte de Métivier explique que ce toponyme vient du fait que l'édifice est constitué de neuf grandes pierres dressées de manière non contiguë. Selon lui, le site est connu comme ayant été un cimetière et fait l'objet d'une vénération populaire. 
En 1842, dans l'ouvrage de Ducourneau La Guyenne historique et monumentale,  une lithographie où apparaissent neuf pierres dressées en cercle représente le monument. Selon l'abbé Barrère de Mézin, en 1855 des pierres du monument sont réemployées dans la construction d'une maison proche.
En 1910, L. Lagarrigue, instituteur de la commune, signale y avoir entrepris de fouilles et y avoir trouvé un squelette entier placé en décubitus longitudinal dorsal, la tête orientée à l'ouest. Le squelette était entouré d'un vase à fond plat côté gauche et d'une bille d'ocre côté droit. Lagarrigue mentionne que huit des neuf monolithes d'origine furent réutilisés pour la construction d'une maison vers 1850 ; la huitième, demeurée en place, étant placée au centre de l'édifice.
En 1911, C. Bastard signale qu'il ne reste plus que deux pierres renversées surmontant un petit tumulus dépassant du sol à environ 1 m de hauteur. C. Bastard y entreprend des fouilles et met au jour des ossements humains, quelques fragments de silex et des tessons de poteries noires. Son contemporain, A. Barthalès y recueille à son tour le même type de matériel et mentionne explicitement qu'il existe une pierre dressée au centre du monument.
En 1930, l'abbé V. Donis décide de restaurer l'édifice, dont il ne reste qu'un seul monolithe en calcaire. Les travaux permettent de retrouver les éléments de calage et les emplacements des anciens menhirs qui après restauration sont signalés par de petites bornes de ciment. L'ensemble dessine un ovale de 9,70 m de long pour 6,60 m de large. Les travaux de l'abbé Donis révèlent aussi une petite murette de pierre sèche de 0,60 m de haut sur 0,70 m de large, qui reliait en arc de cercle trois monolithes. Le matériel archéologique est complété avec de nouveaux ossements humains et tessons de poterie.

## ...dont la nature demeure incertaine
Au XIXe, Las Naou Peyros sont identifiées comme un cromlech. Les multiples fouilles qui ont été entreprises sur le site depuis lors ont tellement modifié les vestiges du monument que toute nouvelle tentative d'interprétation semble hasardeuse. Les descriptions s'accordent sur le nombre de monolithes qui constituaient l'édifice, mais deux auteurs, au début du XXe, mentionnent explicitement que l'une de ces pierres était dressée au centre du cercle et n''était donc pas un élément de son périmètre.
En Aquitaine, les cromlechs sont rares, seuls deux autres monuments de ce type ont été mentionnés (Landiras en Gironde et Larrivière dans les Landes). La découverte de nombreux ossements humains, dont un squelette placé au centre de l'édifice, peut aussi plaider pour une construction funéraire à part entière, d'une période plus tardive, sans exclure pour autant qu'il ne s'agisse d'une réutilisation ultérieure à des fins funéraires d'un édifice préexistant dont l'usage originel a pu être tout autre.

## Folklore
Plusieurs histoires ou légendes courent à propos du site. Selon la tradition le lieu était fréquenté par les sorcières qui y menaient grand sabbat aux solstices d’été et d'hiver. Une autre tradition veut qu'un trésor y était caché gardé par un gigantesque serpent. D'autres variantes mêlent les deux thématiques : un lieu du sabbat des sorcières et l'existence d'un trésor accessible à de rares occasions.
D'une manière plus générale, le site était connu comme un lieu maudit, malfaisant où la mort rôdait et s'en prenait à ceux qui auraient été trop curieux.